# Jöölboom

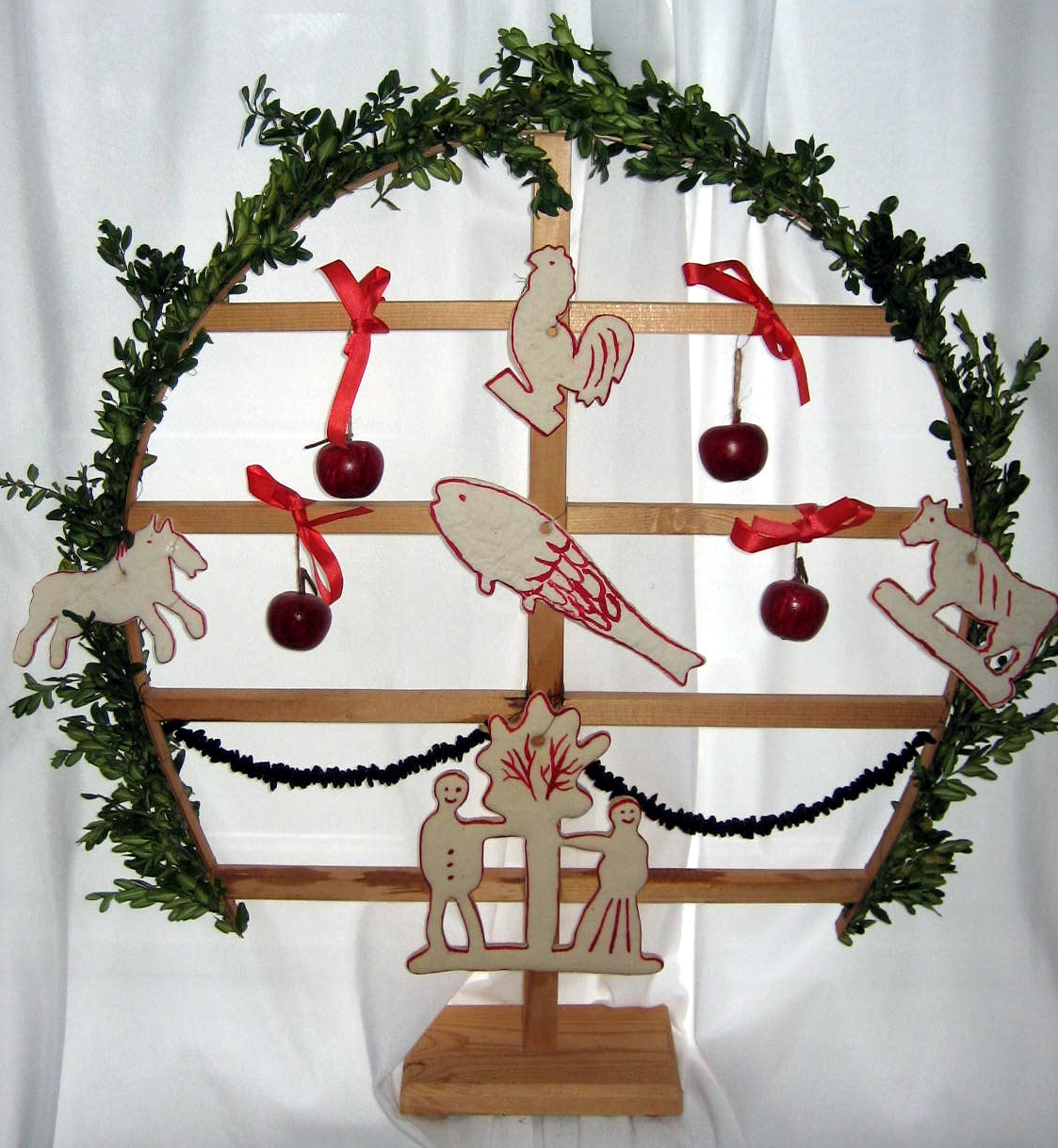
Jöölboom

Der Jöölboom (Sylter Friesisch) oder Kenkenbuum (Föhrer und Amrumer Friesisch) ist eine in Nordfriesland im nordwestlichen Schleswig-Holstein verbreitete Variante des Weihnachtsbaumes. Er ist auch als Friesenbaum, insbesondere Friesischer Weihnachtsbaum, Sylter Friesenbaum oder Föhrer Bogen, bekannt. Ein Jöölboom besteht aus einem kleinen Holzgestell, in das ein Kranz aus grünen Zweigen eingebunden ist. Das Gestell wird innerhalb des Kranzes mit aus Salzteig gefertigten Figuren ausgeschmückt. Diese als Kenkentjüch bekannten Figuren stellen jeweils ein Schwein, eine Kuh, ein Schaf, ein Pferd, einen Hahn, einen Fisch sowie ein Segelschiff und eine Mühle dar. Am Fuße des Stammes steht die Figur von Adam und Eva unter einem (Apfel-)Baum mit Schlange. Die Abbildungen besitzen allesamt symbolische Bedeutung. Neben den Teigfiguren wurden zum Teil auch Naturprodukte wie Äpfel, Rosinen und Backpflaumen als Dekoration angebracht. Nach dem Aufkommen des Adventskranzes hat sich durchgesetzt, dass am Gestell auch vier Kerzen befestigt werden, die entsprechend denen eines Adventskranzes nacheinander vor dem Heiligen Abend entzündet werden.
Die heute bekannte Variante des Jöölbooms existiert wahrscheinlich erst seit Mitte des 19. Jahrhunderts. Vermutlich wurde der Holzbogen des Jöölbooms auch erst zu diesem Zeitpunkt mit Buchsbaum oder Efeu versehen. Der Brauch des Ausschmückens des Jöölbooms mit Kenkentjüch ist jedoch wesentlich älter. Das Aufstellen eines Jöölboomes ist heute noch auf den Nordfriesischen Inseln und Halligen und in Teilen des nordfriesischen Festlandes verbreitet. Seinen Platz findet der Jöölboom meist am Fenster oder auf einem Tisch im Wohnzimmer. Der Jöölboom wird in den verschiedenen nordfriesischen Dialekten auch als Kenkenbuum, Kinkenbuum oder Jülbuum bezeichnet. Der Ausdruck Kenken (auch Kinken oder Känken) steht heute in den meisten nordfriesischen Dialekten für den Weihnachtsmann. Etymologisch leitet sich das Wort von Kind ab und stand für das Christkind. Der Begriff Jööl (Fering und Öömrang Jul, Mooring Jül) bezeichnet im Nordfriesischen wie auch im benachbarten skandinavischen Sprachraum Weihnachten. Es könnte mit dem nordischen Wort hjul für Rad zusammenhängen, aber auch vom lateinischen Wort joculus für Scherz oder Spaß abgeleitet sein.